# Yahoo! Finance
Yahoo! Finance é uma propriedade de mídia que faz parte do Yahoo! rede de Ele fornece notícias financeiras, dados e comentários, incluindo cotações de ações, press releases, relatórios financeiros e conteúdo original. Ele também oferece algumas ferramentas online para gerenciamento de finanças pessoais . Além de publicar o conteúdo do parceiro de uma ampla variedade de outros sites, ele publica matérias originais de sua equipe de jornalistas.
Em junho de 2017, o Yahoo Finance faz parte da Oath, a divisão de mídia da Verizon. É o maior site de notícias de negócios dos Estados Unidos em tráfego mensal.

## Histórico de desenvolvimento
Na introdução de uma entrevista de 2009 à Forbes.com, o ex-gerente geral Nathan Richardson teria aumentado "a receita anual de US$ 10 milhões para US$ 110 milhões e ampliado os parceiros de conteúdo do site de 10 para 200. Em 2005, o Institutional Investor classificou [Richardson] a pessoa mais influente nas finanças online". Na entrevista, Richardson descreveu o processo de construção dos módulos de informações financeiras e criação de um "fosso" em torno do conteúdo (para manter os visitantes aderindo ao site).

## Reconhecimento
Em janeiro de 2014, o Yahoo! As finanças foram nomeadas o site número 1 "favorecido pelos republicanos com 18 anos ou mais, com renda familiar anual de US $ 100.000 ou mais" pela organização conservadora Newsmax, com base nos números de visualizações rastreados usando o serviço de pesquisa comScore Plan Metrix.

## Pessoas chave
- Joanna Lambert, Gestor Geral (2018-presente)[4]